# Wakfu (videojuego)
Wakfu es un juego táctico por turnos MMORPG desarrollado por Ankama Games y realizado para Microsoft Windows, macOS, y Linux el 29 de febrero del 2012.  El juego toma lugar mil años después del anterior juego de Ankama, Dofus.
Un spin-off del juego, Islas de Wakfu, fue realizado para Xbox Live Arcade el 30 de marzo del 2011. Una serie animada basada en el juego comenzó a emitirse en Francia a partir del 30 de octubre del 2008, marcando doce años después del videojuego. La serie también a dado lugar a varios cómics, un juego de cartas coleccionables y un juego de mesa.

## Historia
En la época de Dofus, doce años antes de la serie animada, un ogro llamado Ogrest consiguió los seis huevos Dofus para alguien que amaba. Sin embargo, descubrió que a ella solo le interesaban los huevos y, en un arrebato de ira, Ogrest le mató. Cuando se dio cuenta de lo que había hecho subió a lo alto del Monte Zinit y lloró durante mil años. Esto nos lleva a la época de WAKFU. Ahora el "objetivo" es derrotar a Ogrest, pero, como en Dofus, esto no es necesario.
La línea temporal se ha movido tanto que Ogrest ya no es el villano principal de la historia. Parece que no fue Ogrest quién causó que este mundo se inundara, sino el Eliotrope OROPO. En la batalla entre Ogrest y Yugo (que solo aparece en la serie animada), este último consiguió el control de los seis Dofus Eliotrope y creó diferentes versiones de sí mismo, enviándolas al pasado. Esto también explica la aparición de la clase Eliotrope en el juego.

## Bestiario
Las clases más famosas de Dofus también han sido retomadas en Wakfu, aunque encontramos muchas criaturas nuevas que han aparecido debido al Caos Ogrest. La principal innovación introducida en el juego es la posibilidad, así como la necesidad, de recoger una Semilla de la mayoría de estas bestias, lo que permite que nazcan nuevos elementos de esa especie y evitar así su extinción.

## Jugabilidad
Wakfu cuenta con un sistema de combate por turnos similar a Dofus, también contiene elementos relacionados con un RPG. Los jugadores hacen scroll por la pantalla mientras se mueven, a diferencia de en Dofus en donde la cámara es estática y los personajes se mueven a una nueva zona caminando hasta el borde de la pantalla actual. Algunas partes del juego son gestionadas por los jugadores: Los asuntos del gobierno, como la organización de milicias o las elecciones a cargos como el gobernador, las llevan a cabo los jugadores. Otro añadido similar es la gestión medioambiental por parte de los jugadores. Los jugadores pueden mantener los niveles de recursos plantando semillas a medida que recogen las cosechas y cazar animales salvajes o simplemente coger lo que quieran, disminuyendo la disponibilidad para otros jugadores. Si los jugadores consiguen mantenerlo, ganarán varias bonificaciones de parte de la Nación. 
Desde el 2014 se añadió una nueva característica al Mundo de los Doce, El Clan Riktus. La Nación del Clan Riktus Clan estaba destinada a ser una Nación criminal, obteniendo primas de la Nación y destruyendo los ecosistemas de las demás. Hay 18 clases y cada una se compone por 25 habilidades (y 3 habilidades que se pueden obtener haciendo una misión). Cada clase cuenta con tres tipos de elementos, con 5 hechizos por tipo, una categoría de 5 acciones especiales, específicas de la clase, y una categoría de 5 habilidades que mejoran pasivamente las demás capacidades del personaje. Desde hace poco, se liberan nuevos elementos, pero sólo para clases específicas, como la Estasis o el elemento Luz.
Contrariamente al típico RPG que dotan a los personajes de nuevas  habilidades y más poderosas a lo largo del juego, Wakfu otorga a los personajes todos sus hechizos en las primeras fases y después permite a los jugadores reforzarlos.[cita requerida] Wakfu presenta las mismas clases que Dofus, aunque muchos tienen apariencias o papeles diferentes. Como en Dofus, Wakfu incluye profesiones que los personajes pueden aprender. Las profesiones de recolector permiten a los personajes "recoger recursos o materiales básicos de la fauna y la flora". Las profesiones de artesano "te permiten transformar estos ingredientes básicos en... equipamiento, accesorios o incluso pociones." Los monstruos más famosos de Dofus, como Tofus, Moskitos y Gobballs están presentes en Wakfu, aunque han sido rediseñados con la adición de subclases. Los diseñadores gráficos de Ankama Games también han desarrollado nuevas criaturas, como Phorreurs y Grave-diggers; también se han incluido los Smares (monstruos parecidos a una fruta de Samara).

## Desarrollo y realización
Ankama Games comenzó a desarrollarse en 2006. En octubre del 2011, Eurogamer desveló que  el juego sadría a la luz en febrero del 2012. Square Enix publicó el juego en Norteamérica hasta el 15 de enero de 2013, cuando Anakama asumió el papel.

## Serie de animación

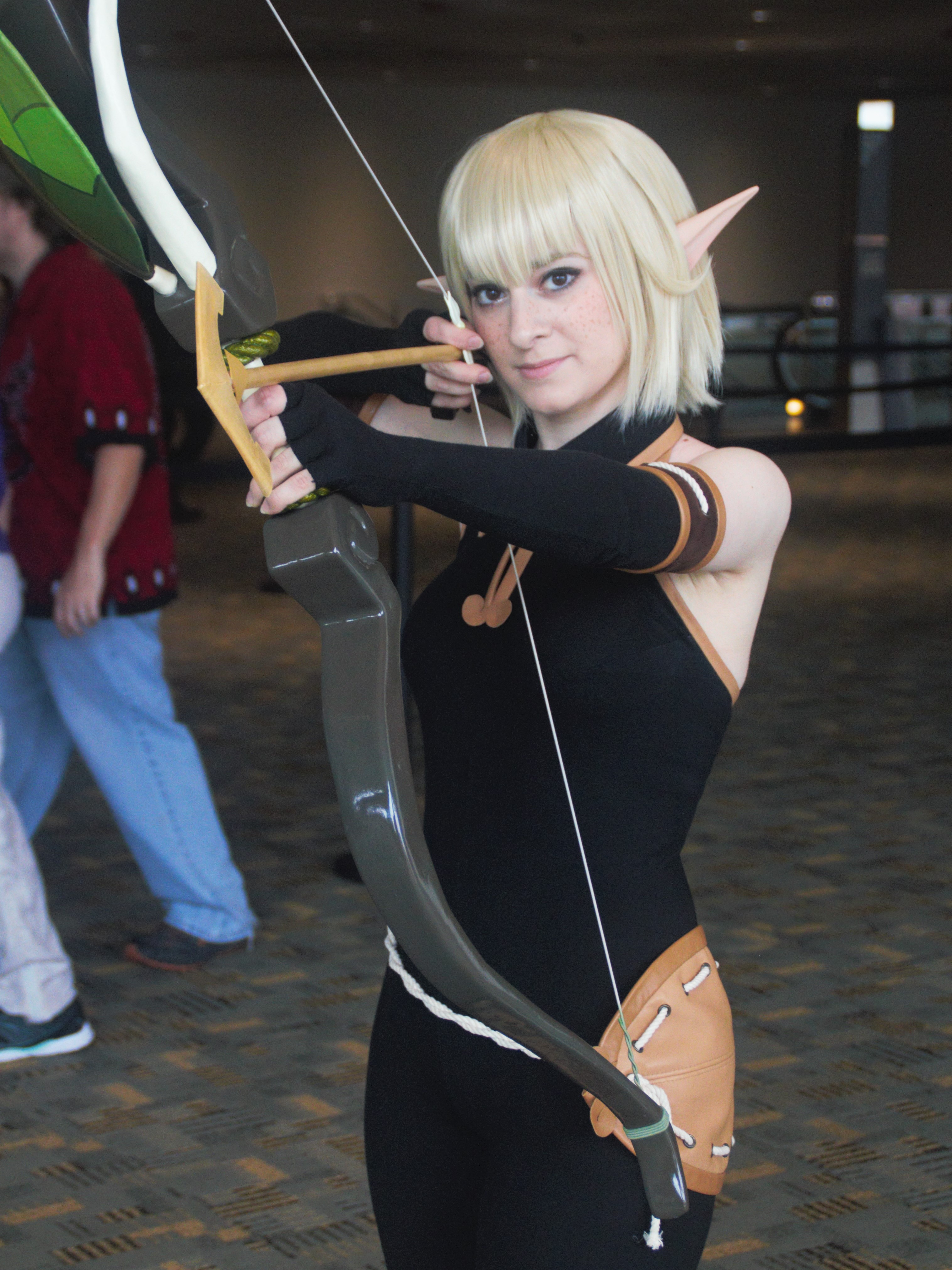
Cosplay of Evangelyne.

Ankama Animation ha producido una serie de dibujos animados en francés con el mismo nombre, basada en el videojuego. La primera temporada, con un total de 26 episodios, comenzó a emitirse el 30 de octubre de 2008, y los nuevos episodios siguieron emitiéndose hasta junio de 2010 en France 3. El programa está animado con Adobe Flash software; toda la producción se realizó en Francia exceptuando el episodio 22 "Rubilax" y el episodio especial "Noximilien", ambos producidos en Japón. La serie está dirigida por Anthony "Tot" Roux, y el diseño de personajes está dirigido por Xavier "Xa" Houssin y Kim "Tcho" Etinoff. Durante la exposición MCM de Londres, los dos primeros episodios se emitieron por primera vez en inglés, y se lanzó una campaña Kickstarter para financiar la primera temporada completa en inglés. Un spin-off llamado Mini-Wakfu, que presenta cortos humorísticos con personajes que lucen unos envoltorios super deformados, se emite desde septiembre de 2009. El episodio especial "Noximilien l'Horloger", que cuentan los orígenes del antagonista de la primera temporada, Nox, fue producido en Japón, presenta un estilo artístico radicalmente distinto, realizado por el mismo equipo de animadores que trabajó en Kaiba y Kemonozume, fue dirigido por Eunyoung Choi con Masaaki Yuasa en el dieño de personajes. La serie está ambientada 12 años después del juego, y dentro de éste se pueden encontrar numerosas citas sobre el dibujo animado.[cita requerida]
En 2015 se estrenó una Película de Dofus, y tenían previsto estrenar la de Wakfu en 2018. La tercera temporada de la serie de animación se emitió del 2 al 17 de septiembre de 2017 y constó de 13 episodios.

## Versión final
Tras varios rediseños, principalmente en los gráficos y la animación, aunque también el la banda sonora y la política (incluyendo la creación de una tercera nación, Amakna), el 11 de enero de 2011, se lanzó una nueva beta cerrada (conocida como "V3" porque corresponde a la tercera versión del juego ) para los servidores franceses. El prólogo se amplió a raíz de las opiniones positivas de los jugadores y se sustituyó el 27 de abril por una prueba beta pública e internacional (excepto en Norteamérica, donde la beta cerrada se lanzó el 31 de enero), que ofrecía a cualquiera la oportunidad de probar el juego. Wakfu fue publicado por Anuman Interactive. Una semana antes, tras los Eniripsas y los Sadidas, se añadieron las clases Ecaflips y Enutrofs (sólo los Iops y los Skulls eran jugables inicialmente).
El juego evolucionó entonces sin mayores problemas, y a lo largo del 2011 se fueron añadiendo nuevas localizaciones, como el Estado de Sufokia en octubre, nuevas clases y nuevas razas de monstruos, hasta que la prueba beta se interrumpió el 22 de febrero de 2012 , una semana antes del lanzamiento oficial del juego. Además, se volvió a organizar una prueba de carga global, los días 27 y 28 de enero.